# Dactylanthus taylorii
|  | Dieser Artikel wurde aufgrund von formalen oder inhaltlichen Mängeln in der Qualitätssicherung Biologie zur Verbesserung eingetragen. Dies geschieht, um die Qualität der Biologie-Artikel auf ein akzeptables Niveau zu bringen. Bitte hilf mit, diesen Artikel zu verbessern! Artikel, die nicht signifikant verbessert werden, können gegebenenfalls gelöscht werden. Lies dazu auch die näheren Informationen in den Mindestanforderungen an Biologie-Artikel. |

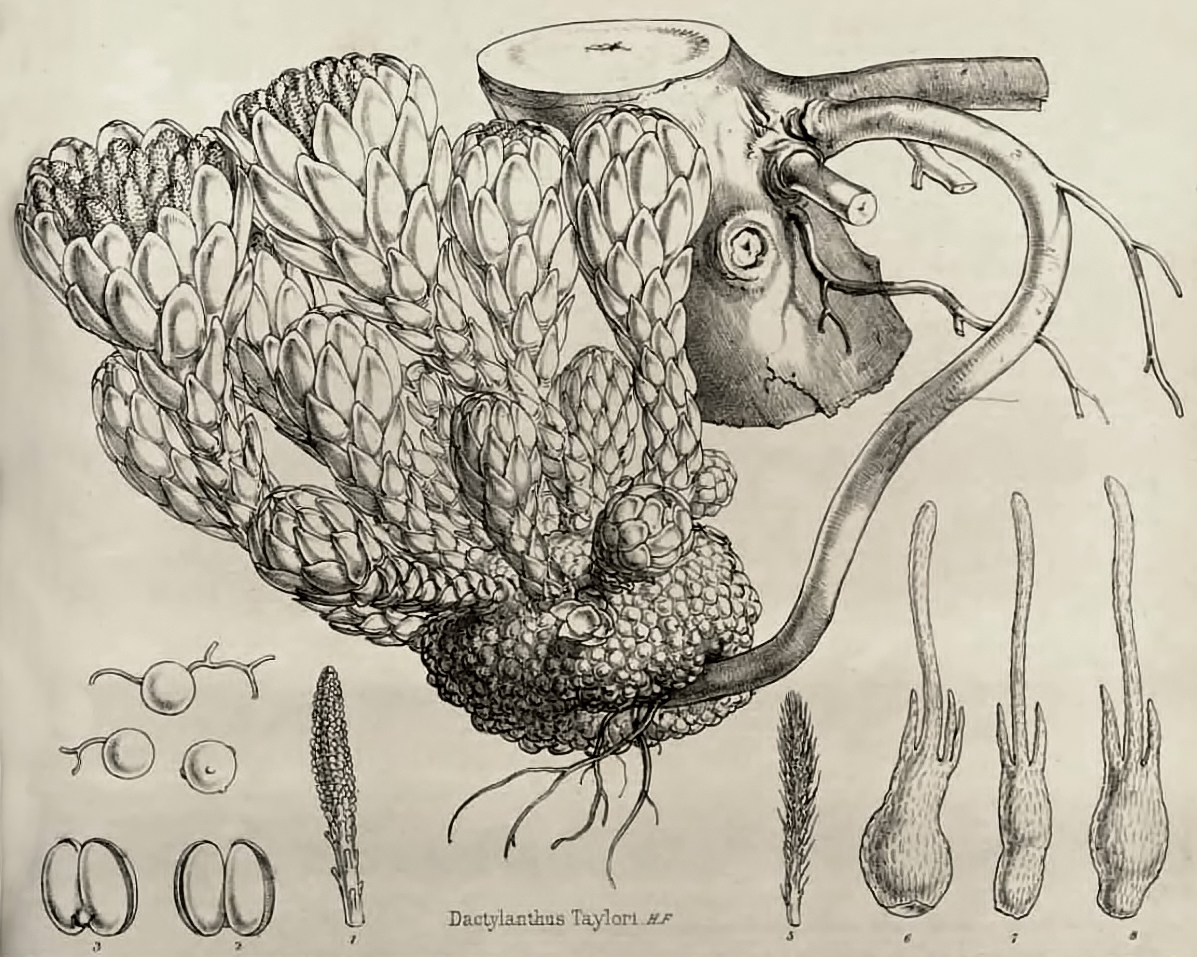
Illustration

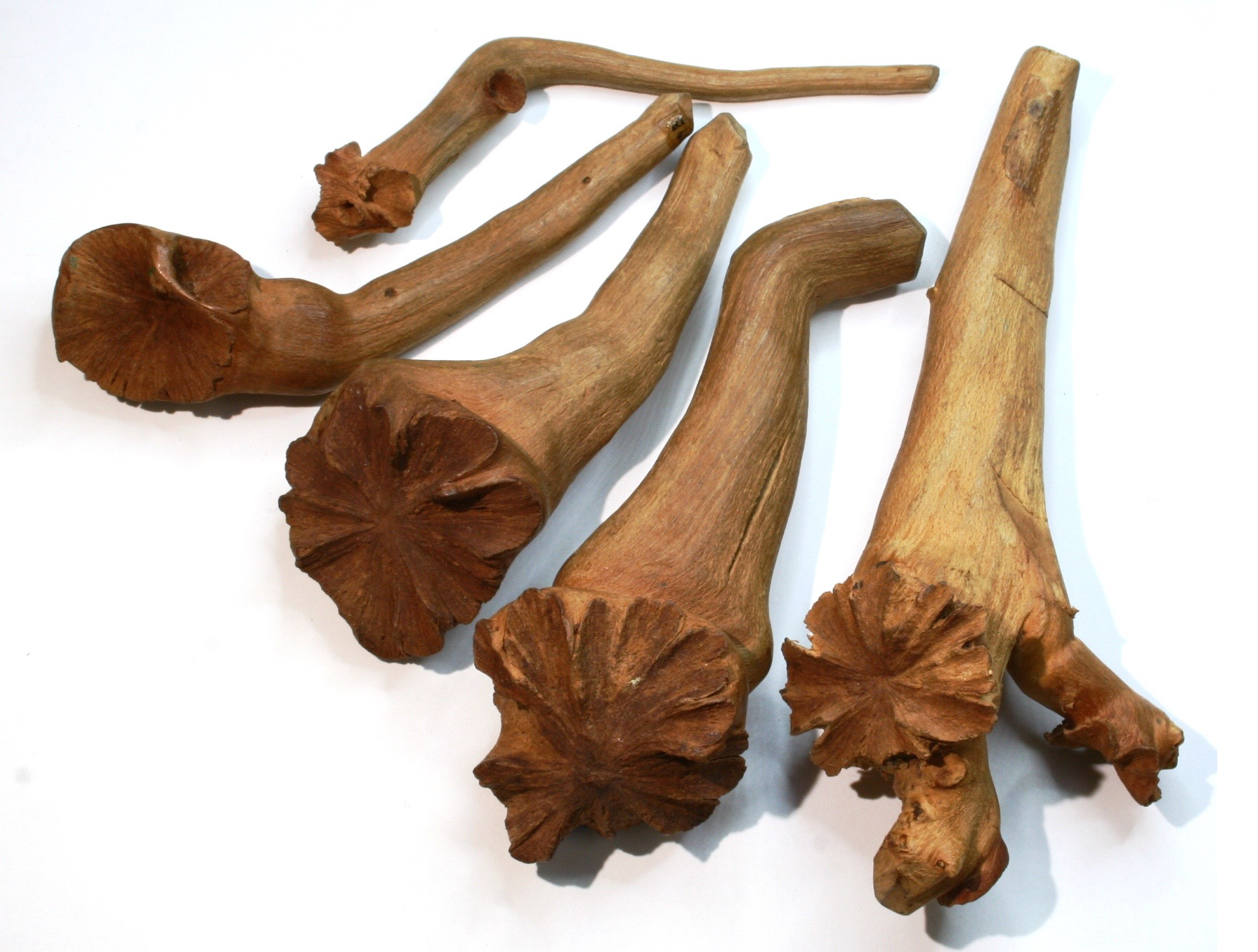
Holzige Wirtswurzeln die früher wegen den faltigen Ansatzstellen (Rosen) gesammelt wurden

Dactylanthus taylorii, in der Māori-Sprache als „Te Pua o te Rēinga“ („Blume der Unterwelt“) bekannt, wird auf Deutsch als Hadesblume bezeichnet, ist eine Pflanzenart in der Familie der Balanophoraceae. Es ist die einzige Art der Gattung Dactylanthus.
Diese seltene Pflanze ist vor allem auf der Nordinsel und auf Little Barrier Island Neuseelands anzutreffen, insbesondere in den feuchten, subtropischen Wäldern und Gebirgsregionen. Sie parasitiert auf den Wurzeln von Bäumen wie Totara und Rimu und bevorzugt abgelegene, wenig gestörte Gebiete. Die Hadesblume kommt vor allem in den südlicheren und zentralen Teilen der Nordinsel vor, etwa im Tongariro-Nationalpark und in der Region Whanganui, während sie heute auf der Südinsel nicht mehr vorkommt, kam sie früher hier auch nur in wenigen isolierten Gebieten vor. Aufgrund ihres spezifischen Lebensraums ist die Pflanze stark bedroht, da Habitatverlust und andere ökologische Veränderungen ihre Bestände gefährden.

## Beschreibung
Dactylanthus taylorii ist ein Holoparasit der auf Wurzel parasitiert und kein Chlorophyll besitzt. Das fleischige, warzige und papillöse, kugelige Rhizom, knapp unter oder teils an der Erdobläche, ist geschwollen und kann einen Durchmesser bis zu 60 Zentimeter erreichen. Die kurzen, bis zu 30 Zentimeter langen, unverzweigten Sprossen sind dicht mit bräunlichen, kahlen Schuppenblätter bedeckt. Sie erscheinen zu mehreren bis vielen auf dem Rhizom.
Dactylanthus taylorii ist meistens zweihäusig diözisch. Es werden kleine, endständige und vielblütige bzw. vielkolbige Blütenköpfe gebildet die von einer schuppigen, gelben, roten, rosa, cremefarbenen oder meist bräunlichen Hülle begleitet sind. Die vielen, sehr kleinen Blüten (an den aufrechten, bis 3 Zentimeter langen „Spadices“, Kolben) duften stark. Der Duft erinnert an Melonen, jedoch wenn die Blüten langsam abwelken wird er unangenehm. Die gestielten bis fast sitzenden, gelblichen männlichen Blüten besitzen ein winziges, bis vierteiliges Perianth oder keines und meist ein oder zwei fast sitzende, kurze Staubblätter. Die gestielten bis fast sitzenden, rötlichen bis schwärzlichen weiblichen Blüten mit zweiteiliger Blütenhülle, mit manchmal einem kleinen Anhängsel, besitzen einen unterständigen, zweikammerigen Fruchtknoten mit langem Griffel und länglicher Narbe. Auch sind männliche Pflanzen viel häufiger. Die weiblichen Kolben sind dichter mit Blüten besetzt als männlichen.
Es werden kleine und einsamige, eiförmige bis ellipsoide Steinfrüchte mit einer dünnen, fleischigen Hülle (Exocarp), die dann eintrocknet und später oft abfällt, gebildet. Die etwa 1,5 Millimeter langen Steinkerne (Pyrene, Endocarp) unter der Hülle werden dunkelbraun bis rötlich. Die Samen können auch ohne Wirtspflanze keimen.
Dactylanthus taylorii wird von Fledermäusen bestäubt, aber nur von Mystacina tuberculata. Allerdings könnten früher auch noch andere Tiere (der Kakapo) dafür in Frage gekommen sein. Die Blüten werden vom invasiven Fuchskusu einem Possum gefressen, er gefährdet so die Pflanze und ebenfalls die bestäubende Fledermausart. Auch Ratten und Schweine beschädigen die Blüten. Auch wurden und werden die holzigen Wirtswurzeln (Wood rose), mit den scheibenförmigen, faltigen Ansatzstellen (Rosen) von Dactylanthus taylorii, gesammelt, dann stirbt die ganze Pflanze ab, dieses ist nun verboten.

## Parasitärer Lebensstil
Dactylanthus taylorii ist nicht auf Photosynthese angewiesen, sondern ernährt sich durch Parasitismus, indem sie Nährstoffe von den Wurzeln ihrer Wirtsbäume bezieht. Sie produziert dazu Squalen, eine Verbindung, die normalerweise mit Tieren wie Haien und anderen Pflanzen wie Olivenbäumen in Verbindung gebracht wird. Ungewöhnlich ist dabei weniger die Tatsache, dass sie Squalen produziert, sondern wie sie diese Verbindung für ihr Überleben in ihrem einzigartigen ökologischen Lebensraum nutzt.